# Hieracium brillii
Hieracium brillii es una especie de planta con flor del género Hieracium, de la familia Asteraceae, orden Asterales.

## Distribución
Hieracium brillii se distribuye por Italia.

## Taxonomía
Fue descrita científicamente por Gottschl. Fue publicada en Webbia 66: 201 (2011).